# Wasserturm Brenig

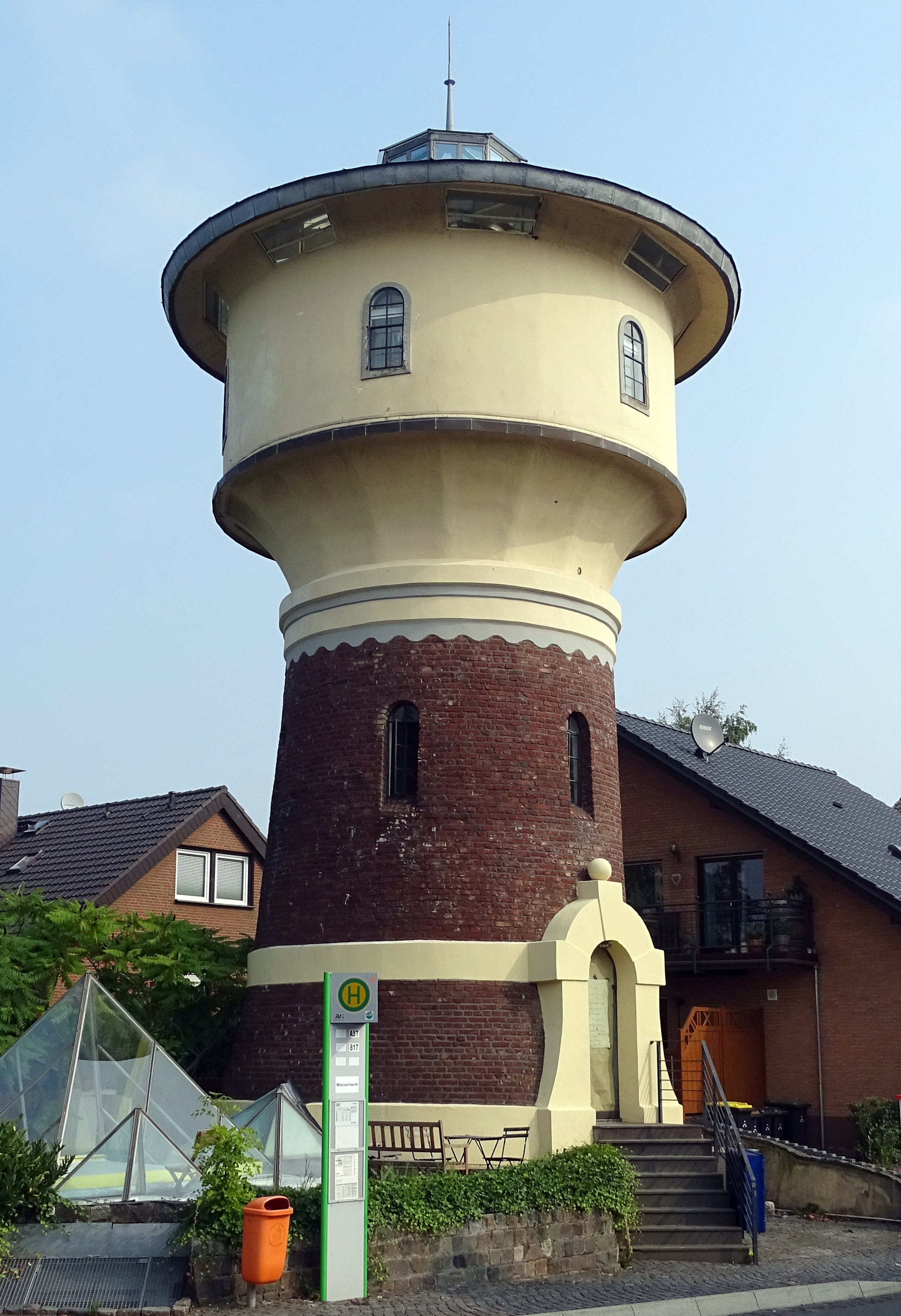
Wasserturm Brenig auf dem Schornsberg

Der Wasserturm Brenig, auch Wasserturm Schornsberg, ist ein Wasserturm im Bornheimer Stadtteil Brenig im Vorgebirge.

## Der Turm
Der Wasserturm wurde 1907 auf dem Breniger Schornsberg von den Deutz-Mülheimer Motorenwerken zur Versorgung der Orte Brenig und
Bornheim errichtet. Das Backsteinbauwerk ist ca. 15 Meter hoch und hat einen runden Grundriss mit einem Durchmesser von etwa sieben Metern. Der Turm verjüngt sich nach oben. Oben trägt er einen Wasserbehälter, der eine drehbare Plattform aus Stahl bekam, mit einer Rabitzputz-Verkleidung und einem überstehenden Zeltdach mit Laterne, bzw. gläserner Kuppel, die einen Rundblick über die Umgebung ermöglicht.
Das Wasser wurde damals in den Turmbehälter gepumpt und lief mit ausreichendem Druck in freiem Gefälle in die Hausanschlussleitungen. Der Wasserturm war 50 Jahre bis 1957 in Betrieb und 1964 endgültig außer Betrieb genommen. 1986 wurde er unter Denkmalschutz gestellt. Drei Jahre später wurde der Turm von einer Privatperson von den Euskirchener Gaswerken erworben. Ein erster Umbau erfolgte baurechtlich zu einem „Einfamilienhaus“. Nach dem weiteren Umbau wurde der Turm u. a. als Konferenzzentrum und als Gaststätte genutzt. Es finden auch Konzerte statt.